# 伯吉斯公園
51°29′01″N 0°04′55″W / 51.483576°N 0.081841°W

伯吉斯公園地圖

伯吉斯公園（Burgess Park）是英國倫敦的一座公園，位於南華克倫敦自治市，面積達56公頃（140英畝），是南倫敦規模最大的公園之一。伯吉斯公園的構想在1943年提出，在1970年代至1980年代開始具體實施。

## 外部連結
- Facilities in Burgess Park
- Friends of Burgess Park （页面存档备份，存于）
- Burgess Park - landscape architecture